# 鶴田浩二襲撃事件

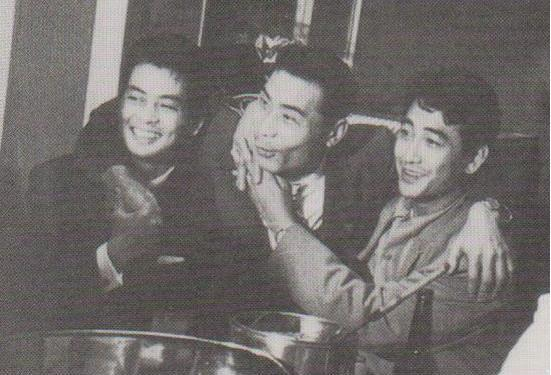
左から小野満、田岡一雄、鶴田浩二。1952年。

鶴田浩二襲撃事件（つるたこうじしゅうげきじけん）は、1953年（昭和28年）1月6日、俳優の鶴田浩二が暴力団・三代目山口組の組員に襲撃・暴行を受けた事件。
この後、芸能界では「田岡一雄の機嫌を損ねるととんでもないことになる」と恐怖を植え付けられることとなり、山口組が芸能界での勢力拡大と収益を上げていく大きな追い風を果たした。

## 事件
山口組三代目の組員・梶原清晴に指揮された同組組員・山本健一・清水光重・益田芳夫(佳於)・尾崎彰春は午後7時すぎ、鶴田浩二の宿泊先・大阪市天王寺区大道町の旅館・備前屋で待ち伏せし、軒先に群がるファンらに「鶴田のサインをもらってきてあげる」と言って上がりこんだ。4人が桔梗の間に入ると、鶴田浩二や水の江滝子・高峰三枝子ら10名以上が夕食をとっていた。山本は彼らの面前で鶴田をウィスキー瓶やレンガで殴りつけた。山本は「おめでとうさん」「お疲れさん」と声をかけたが全員に無視され、「ファンがこの寒いのに、外に仰山待っとるんやけどなァ」と鶴田に話しかけても無視されて逆上。「なんや、その態度は」と叫んで鶴田に殴りかかると、鶴田は顔をかばいながら「命だけは助けてくれ」と言ったが、山本は「命やない、ファンを大切にせい、いうとんのや」と言って殴り続けた。それから備前屋を飛び出し、黒塗りの乗用車に乗って逃亡。鶴田は救急車で近くの早石病院に搬送され、頭と手に11針を縫う重傷だった。

## 背景
警察では事件の背景として、鶴田のマネージャーである兼松廉吉の言動や態度に田岡が不快感を露わにし、その報復と見せしめとして襲撃したと捜査していた。
1952年の秋に芸能プロモーターでもある田岡一雄が鶴田のマネージャー・兼松廉吉に「美空ひばりと鶴田のジョイント公演」をオファーしたが断られた。
同年末に兼松は山口組を訪れ、翌1953年1月に大阪・千日前で行われる「百万ドルショー」の挨拶をし、当時の地元暴力団に対する慣例に従って田岡へ5万円と浅草のり一缶を渡した。しかし田岡は、秋の件で断ってきた時の兼松の横柄な態度が許せず、「いらん」と突き返した。兼松は田岡が怒っていることに気づかず「そら、どういうわけで?」と再び勧めるが、田岡「それはおまえがよう考えてみいや」、兼松「そんなことを言わずに」のやり取り後、田岡は「いらんと言うたらいらん」と言い放ち席を立った。

## 逮捕・取調べ
1953年の2月から3月にかけて、山本健一・清水光重・益田芳夫・尾崎彰春ら実行犯、直接の指揮者である梶原清晴、4月2日には山口組興行部・西本一三らを逮捕した。西本はヤクザでなく堅気であったことから、じわじわとした警察の取調べに「1月4日夕方に梶原とともに田岡に呼び出されて直接襲撃の指令を受けた」こと、「西本は懸命に反対したが聞き入れられなかった」ことを陳述した。調書に署名した後、西本は「自供したことが組に知られると、釈放されたあとに何をされるかわからない」と震えながら泣き出している。
4月23日に、田岡は山口組二代目・山口登の舎弟である興行師・永田貞雄に付き添われて天王寺警察署に出頭。田岡は「兼松が気に食わないで不快だ」と組員たちへ伝えていたことは認めたものの、自らの指示で襲撃させたということは頑として認めなかった。5月4日に田岡は処分保留のまま釈放され、西本も処分保留で釈放された。梶原・山本・清水・益田・尾崎は起訴され、山本は大阪地方裁判所にて同事件で懲役1年、執行猶予3年の判決を受けた。
田岡一雄は自伝で「兼松が失礼だから怒鳴ったが、襲撃自体は指示しておらず、組員が勝手にやったこと」と述べているが、警察は西本の協力がなければ襲撃事件が成立せず、堅気の西本が功名心に駆られて襲撃事件を企画する動機がないのだから、とりもなおさず田岡の直接の指令があったことは間違いないとみていた。

## その後
兼松は2年後の1955年、鎌倉稲村ガ崎防空壕跡にて服毒自殺した。西本は山口組興行部を辞め、1956年1月に関西汽船・ひかり丸から海へ転落して不可解な死を遂げた。
鶴田は、自身としては事情も知らずに襲撃された為、田岡に面会を申し出、釈明を求めて長く語り合った。その暴力にも屈せず筋を通そうとする鶴田の態度を田岡が気に入り二人は和解。その後田岡は鶴田を支えていく事となった。